# Рождество у лесных тварей
Рождество у лесных тварей (англ. Woodland Critter Christmas) — эпизод 814 (№ 125, последний эпизод 8-го сезона) сериала «Южный Парк», премьера которого состоялась 15 декабря 2004 года. Эпизод приурочен к Рождеству.

## Сюжет
В этом эпизоде, как и во многих рождественских шоу, закадровый рассказчик повествует о событиях в стихотворной форме. Всё начинается в лесу, где «мальчик в шапке с помпоном красным», то есть Стэн, находит группу говорящих животных, наряжающих рождественское дерево. Они убеждают обомлевшего Стэна помочь им сделать звезду, чтобы поставить её на макушку дерева. Стэн вырезает звезду из бумаги, ставит её на макушку и спокойно уходит. Но звери приходят ночью к нему домой и объясняют, что Ежиха беременна их Спасителем и им нужно построить ясли. Стэн с неохотой соглашается им помочь. Затем звери просят ещё раз помочь им: каждый год, когда Спаситель в очередной раз готовится родиться, приходит пума и убивает его. Стэн отправляется на вершину горы и убивает зверя, но обнаруживает, что у пумы осталось трое малышей. Положение ещё больше осложняется после того, как Стэн узнаёт, что лесные звери — помощники Сатаны, а Спаситель не кто иной, как Антихрист («только повелитель тьмы станет заниматься сексом с ежихой»). Животные радуются скорому концу света и приносят в жертву кролика, а затем устраивают «кровавую оргию».
Стэн пытается остановить тварей, но они используют свои сатанинские способности, и Стэн вынужден сдаться и уйти домой. Подумав, он возвращается в горы, берёт с собой пумят и приносит их в больницу, чтобы доктор научил их делать аборты. Под весёлую песенку пумята становятся специалистами по абортам и готовы использовать свои навыки на ежихе. В это время твари ищут носителя для Антихриста, который не должен быть крещёным христианином. Неожиданно они встречают Кайла — еврея, а значит, некрещёного, — и похищают его.
Когда Стэн и пумята приходят, то обнаруживают, что Антихрист — это странный зародыш, а их друг Кайл лежит на алтаре. Неожиданно приезжает Санта-Клаус. Он достаёт дробовик и сносит головы всем тварям. Он хочет убить Антихриста, но Кайл освобождается и позволяет Антихристу вселиться в него; в мире наступает тьма.
Неожиданно история обрывается. На самом деле её рассказывал Картман своему классу на уроке у Мистера Гаррисона. Кайл возмущается по поводу того, что демон вселяется именно в него, не сомневаясь, что дальше по версии Картмана Санта-Клаус убьёт Кайла. На это Картман отвечает, что тогда он не будет рассказывать, что случилось в конце; класс уговаривает его продолжить рассказ.
Кайл вдруг говорит, что ему совсем не нравится быть Злом, и что он хочет от него избавиться. Санта говорит, что у них нет иного выбора, кроме как убить Кайла. Но обученные пумята вынимают Антихриста из задницы Кайла, и Санта убивает сына тьмы молотом. В награду Санта предлагает Стэну исполнить особое рождественское желание. Стэн просит, чтобы пума ожила, и Санта исполняет это. Все они возвращаются домой, чтобы весело встретить Рождество.
Картман заканчивает историю на том, что все жили счастливо… кроме Кайла, который умер от СПИДа через две недели. Эпизод заканчивается на недовольном выкрике Кайла «Твою мать, Картман!».

## Создание эпизода
Согласно включённому на DVD мини-комментарию, этот эпизод стал одним из самых сложных в создании. После создания фильма «Team America» и 13 других эпизодов 8 сезона «Южного парка» в том же году (году, который Трей Паркер и Мэтт Стоун назвали «Год из ада») у Паркера, Стоуна и других сценаристов сериала абсолютно не было идей. Они пытались что-то придумать, но ничего не выходило. В итоге все решили использовать идею праздничного выпуска «Critter Christmas» Джона Денвера, который рассказывал о беременности.

## Пародии
- «Кроваво-красная луна» — ссылка на Отк. 6:12.
- То как лесные твари привязываются к Стэну, чтобы использовать его для создания животного антихриста является отсылкой к фильму «Ребёнок Розмари».
- Согласно комментариям Мэтта Стоуна и Трея Паркера, кровавая оргия является отсылкой к научно-фантастическому фильму «Сквозь горизонт».
- Сцена, в которой пума падает с горы, подобна сцене из мультфильма «Король-лев».
- Убийство и перерождение пумы Санта-Клаусом, возможно, являются отсылкой к «Хроникам Нарнии».
- Когда Санта-Клаус достаёт дробовик и начинает убивать зверей, играет музыка «Adrenaline Horror» из компьютерной игры Half-Life. Сам дробовик также напоминает дробовик из этой игры. Это уже не первый раз в сериале, когда Санта для защиты Рождества использует оружие (см. эпизод «Убить Санта-Клауса»).

## Факты
- Лесные твари из сказки Картмана позже были показаны как обитатели страны выдуманных существ — Воображляндии — в эпизоде «Воображляндия, эпизод II». Они выведены как чудовищные существа, насилующие и жестоко пытающие всех; их боятся даже знаменитые чудища и маньяки (то есть именно такими создало эти образы воображение Картмана). Джейсон Вурхиз, один из обитателей злой части Воображляндии, замечает, что «не хотел бы столкнуться с парнем, который их придумал».
- В конце истории Картмана Кайл умирает от СПИДа. В эпизоде «Проблема с гландами» Эрик заражает Кайла ВИЧ-инфекцией, но в той же серии они оба излечиваются от болезни. Также подобная концовка есть в эпизоде «Пип»: «И жили они долго и счастливо. Все, кроме Покета — он умер от гепатита B».
- Лесные твари также появляются в игре South Park: The Stick of Truth как подписчики, также появляется и второй части в роли боссов.